# Nanomitriella ciliata
Nanomitriella es un género monotípico de musgos perteneciente  a la familia Funariaceae.  Su única especie, Nanomitriella ciliata, es originaria de  Myanmar.

## Taxonomía
Nanomitriella ciliata fue descrita por Edwin Bunting Bartram y publicado en Revue Bryologique et Lichénologique 23: 247. 1954.